# Крапчатый погоныш
Крапчатый погоныш (лат. Zapornia tabuensis) — вид птиц семейства пастушковых (Rallidae), встречающийся от Филиппин, Новой Гвинеи, Австралии и Новой Зеландии через южную часть Тихого океана вплоть до Маркизских островов на востоке, далее вдоль цепи островов Туамоту и заканчивая островом Оэно.

## Классификация
Вид впервые был научно описан немецким натуралистом Иоганном Фридрихом Гмелином в 1789 году в его переработанном издании Systema Naturae Карла Линнея. Изначально птица была помещена в род Rallus, и Гмелин присвоил ей биномиальное название Rallus tabuensis. Описание Гмелина основано на сообщении английского орнитолога Джона Латама о «rail’е с острова Табуан», опубликованном в книге A General Synopsis of Birds в 1785 году. Вероятно, описание Латама было сделано на основании рисунка немецкого натуралиста Георга Форстера, сопровождавшего британского исследователя Джеймса Кука во втором путешествии по Тихому океану.
Родовое название Zapornia является анаграммой другого рода — Porzana, введенного французским орнитологом Луи-Пьером Вьейо. Видовое название tabuensis происходит от названия местности Тонгатапу на островах Тонга, места происхождения типового экземпляра птицы. Первоначально вид включался в род Porzana, однако позже был отнесён к роду Zapornia, введённому Уильямом Элфордом Личем в 1816 году. Вид монотипичен: подвидов не выделяется.

## Внешний вид
Взрослая особь достигает длины тела около 17—20 см, размах крыльев примерно 26—29 см при массе тела между 40—50 г. Голова и шея окрашены в голубовато-серый цвет, иногда встречаются светлые серые или белые пятна на подбородке, распространяющиеся ниже горла. Мантия, спина и кроющие перья крыльев тёмно-красновато-коричневые. Рулевые перья чёрновато-коричневые. Нижняя сторона также окрашена в голубовато-серый тон, плавно меняющийся на черноватый на нижней стороне хвоста. Клюв чёрный, глаза глубокого красного цвета, резко контрастирующие с головой. Ноги и ступни розово-красного оттенка. Половой диморфизм отсутствует.
Подросшие птенцы похожи на взрослых особей, но имеют более тусклую общую окраску, бледнее и коричневее. Подбородок и горло украшены белым пятном. Верх спины покрыт грязно-коричневыми оттенками, голова и нижняя часть туловища покрыты серым и коричневым цветом. Глаза оранжево-коричневые, постепенно краснеют по мере взросления. Цвет ног варьируется от оливково-коричневого до буроватого или телесно-коричневого оттенков, также приобретающих красный цвет по мере взросления.
У птиц имеется разнообразная вокализация, хотя смысл отдельных звуков остаётся недостаточно изученным. Ранее было выявлено семь различных типов звуковых сигналов.

## Распространение и среда обитания
Вид широко распространён в южнотихоокеанском регионе, включая Филиппины, Молуккские острова, Новую Гвинею, Меланезию, Австралию, Тасманию, остров Норфолк, юго-запад Полинезии и Новую Зеландию. Ареал охватывает Индонезию и многие океанические острова, такие как Маркизские острова, архипелаг Туамоту и Оэно.
В Новой Зеландии встречается практически повсеместно, хотя популяции редки. Численность значительно меньше на Южном острове, где существуют лишь отдельные изолированные сообщества вдоль западного побережья, восточного побережья и Южного региона. Наибольшая концентрация наблюдается на севере Северного острова. Важнейшие регионы обитания включают комплекс болот Аваруа-Уайтуна в Южном регионе, Большой Барьерный остров, Кермадекские острова, озеро Вайарапа, Остров Пура-Кнайта, Тритири-Матангийский остров и болото Уэнгамарино в районе Ваикато. Помимо материкового ареала, птица обитает на многих прибрежных островах, таких как Кермадекские острова, Манаватаухи, Остров Пура-Кнайт и Чатемские острова. Археологические находки показывают наличие ископаемых останков вида эпохи голоцена на материальном уровне и на Чатемских островах.
Причина редкости на Южном острове связана с конкуренцией с доминирующим видом — погонышем-крошкой, предпочитающим схожие условия среды обитания. Другое возможное объяснение заключается в низкой толерантности вида к холодному климату Южной части острова, где погоныши чаще всего встречаются в тёплых прибрежных районах.
Предпочитает влажные пресноводные заболоченные участки с густыми зарослями растительности, служащими укрытием для гнездования. Они активно кормятся на открытых участках грязи вблизи густой растительности, быстро прячась обратно в растения при угрозе. На небольших удалённых островах, где водоёмы ограничены, способны адаптироваться к жизни и добыче пищи в сухих лесах. Среди предпочтительных видов растений выделяются Carex secta, новозеландский лён и кордилина южная. Если условия не идеальны, птицы могут мигрировать локально, что характерно и для других популяций.

## Поведение и экология

### Размножение
Из-за скрытного характера птицы наблюдение её репродуктивного поведения затруднено. Исследователь Кауфман описал процесс спаривания в лагуне Пукепуки, где пара кружила вокруг участка густых зарослей Carex secta, затем оба заняли позицию на травяной площадке. Самка слегка выгнула тело клювом вниз, а самец осторожно сел сверху, балансируя раскрытыми крыльями. Спаривание длилось всего несколько секунд.
Гнездо строится в зарослях, путём переплетения травянистых стеблей. Обычно оно располагается на высоте 30—50 см над водой, часто рядом с соседними платформообразными сооружениями. Период размножения длится с конца августа до января включительно, откладывая кладки размером от двух до пяти яиц. Яйца кремово-розового цвета с едва заметными каштановыми крапинками. Инкубационный период длится от 20 до 22 дней, причём заботу о яйцах проявляют обе взрослые особи. По наблюдениям Хэддена, кладка увеличивается ближе к концу сезона, начиная с трёх яиц в августе и сентябре и достигая пяти яиц в декабре. После вылупления птенцы остаются в гнезде около четырёх дней, будучи способными ловить живую добычу уже на третий день жизни. Оба родителя совместно воспитывают потомство в течение последующих четырех-пяти месяцев.

### Питание
Вид относится к категории всеядных птиц. Его рацион включает семена, плоды, побеги травы, листья водных растений, взрослых насекомых и личинок, моллюсков, ракообразных, пауков, падаль, дождевых червей, жуков и прочих мелких беспозвоночных.

## Угрозы
Главной угрозой виду являются интродуцированные млекопитающие хищники, такие как кошки, собаки, куньи и крысы. Основным источником опасности считаются именно кошки. Родители используют тактику притворства ранеными, отвлекая внимание хищников. Другие угрозы связаны с деградацией естественной среды обитания вследствие осушения болот и расчистки земель под сельскохозяйственное использование, которое особенно усилилось после прибытия европейцев. Загрязнение воды и ухудшение качества окружающей среды, вызванное выпасом скота, также представляют собой серьёзные проблемы для выживания вида.